# Platydasys maximus
Platydasys maximus är en djurart som tillhör fylumet bukhårsdjur, och som beskrevs av Adolf Remane 1927. Platydasys maximus ingår i släktet Platydasys och familjen Thaumastodermatidae. Arten är reproducerande i Sverige. Inga underarter finns listade i Catalogue of Life.